# Mutnica (vattendrag i Bosnien och Hercegovina, lat 44,99, long 15,79)
Mutnica är ett vattendrag i Bosnien och Hercegovina, på gränsen till Kroatien. Det ligger i den nordvästra delen av landet, 240 km nordväst om huvudstaden Sarajevo.
Omgivningarna runt Mutnica är en mosaik av jordbruksmark och naturlig växtlighet. Runt Mutnica är det ganska tätbefolkat, med 93 invånare per kvadratkilometer.